# Andrej Trošev
Andrej Trošev (* 5. dubna 1962 Leningrad, Sovětský svaz) je bývalý ruský dělostřelecký důstojník v hodnosti plukovníka. Jako veterán sovětské armády se účastnil sovětské války v Afghánistánu, později jako už ruský důstojník druhé války v Čečensku. Popularitu mu přinesla až jeho účast v syrské občanské válce, kde byl Trošev zapojen do vojenských akcí paramilitární Wagnerovy skupiny a vojsk režimu Bašár al-Asada. Za tuto svou činnost obdržel ocenění Hrdina Ruské federace.
Pro svou účast na syrské občanské válce, především v Dajr az-Zaur, byl v roce 2021 zařazen na sankční seznam Evropské unie a v roce 2022 také na sankční seznam Spojeného království. Dne 14. července 2023 ho ruský prezident Vladimir Putin navrhl jako novou hlavu Wagnerovy skupiny, kde byl měl vystřídat oligarchu Jevgenije Prigožina. Panuje tedy podezření, že je přímo zapojen do bojů v Rusko-ukrajinské válce.